# Siebenstrahlige Kammmuschel
Die Siebenstrahlige Kammmuschel (Pseudamussium peslutrae, Syn.: Pseudamussium septemradiatum) ist eine Muschel-Art aus der Familie der Kammmuscheln (Pectinidae).

## Merkmale
Die nur mäßig konvexen, ungleichklappigen Gehäuse sind schief-rundlich mit einem maximalen Durchmesser von bis zu fünf Zentimetern, in der Arktis auch bis 6,2 cm. Die rechte Klappe ist geringfügig stärker konvex als die linke Klappe. Der Wirbel sitzt nahe am oberen Gehäuserand. Der umbonale Winkel ist ungefähr 95°. Die vergleichsweise kleinen Ohren sind annähernd gleich groß, das vordere Ohr ist nur geringfügig größer als das hintere Ohr. Das vordere Ohr der rechten unteren Klappe ist gerippt und besitzt einen sehr kleinen Byssuseinschnitt. Der innere Rand des Gehäuses ist fein gerieft.
Die Oberfläche weist drei bis zehn (meist fünf bis sieben) breite und flache, radiale Falten sowie feine radiale Streifen auf den Falten und den Faltenzwischenräumen auf. Sie kreuzen sich mit feinen konzentrischen Streifen, die an den Kreuzungspunkten z. T. zu feinen Dornen ausgezogen sind. Die linke obere Klappe ist ziegelrot oder purpurbraun gefärbt mit weißen Flecken. Die rechte untere Klappe ist nur z. T. rot (am Wirbel und/oder am Rand) oder sogar weiß. Die dünne Schale ist durchscheinend und zerbrechlich.
Rechte und linke Klappe des gleichen Tieres:

Rechte Klappe
Linke Klappe

## Geographische Verbreitung und Lebensraum
Das Verbreitungsgebiet der Siebenstrahligen Kammmuschel reicht von der Arktis, entlang des östlichen Atlantiks bis nach Gibraltar und das Mittelmeer. Sie lebt dort von etwa 10 Meter abwärts bis in 600 Meter Wassertiefe auf schlammigen Böden. In der Nordsee kommt sie erst ab einer Tiefe von 50 Meter Wassertiefe und tiefer vor.

## Taxonomie
Das Taxon wurde 1771 von Carl von Linné als Ostrea peslutrae aufgestellt. 1776 schlug Otto Friedrich Müller für die Art den Namen Pecten septemradiatus vor. Dieser Name setzte sich überwiegend in der Literatur durch, wird jedoch in der neueren Literatur als jüngeres Synonym von Pseudamussium peslutrae behandelt. Pecten septemradiatus Müller, 1776 ist die Typusart der Gattung Pseudamussium Mörch, 1853.

## Belege

### Online
- Marine Bivalve Shells of the British Isles: Pseudamussium peslutrae (Linnaeus, 1771) (Website des National Museum Wales, Department of Natural Sciences, Cardiff)